# Alexander Brückner (språkforskare)
Alexander Brückner, född 29 januari 1856 i Bereschany, Galizien, Kejsardömet Österrike,  död 24 maj 1939 i Berlin, var en polsk slavist verksam i Tyskland.
Brückner var professor i slaviska språk i Berlin 1881–1924. Han började som lingvist med en studie över de slaviska lånorden i litauiskan (1877) och lämnade under flera decennier i åtskilliga facktidskrifter ett stort antal bidrag till slavisk lingvistik, rika på nytt material men i teorierna ofta djärvt avvikande från tidens ledande forskning. Mer framstående var Brückner som filolog, särskilt inom polsk textforskning, där hans stora spårsinne gav betydande resultat. Brückner utgav även Geschichte der polnischen Literatur (1901, andra upplagan 1922; utförlig polsk upplaga, tredje upplagan 1925), och Geschichte der russichen Literatur (1905). En på polska författad polsk etymologisk ordbok utgavs av Brückner 1926–1927.